# Graziano (nome)
Graziano  è un nome proprio di persona italiano maschile.

## Varianti
- Femminili: Graziana[2][3][6]

### Varianti in altre lingue
- Basco: Gartzen[7]
- Catalano: Gracià[7]
- Francese: Gratien[5]
- Inglese: Gratian[5][8]
- Latino: Gratianus[1][5][8]
  - Femminili: Gratiana[6]
- Polacco: Gracjan
  - Femminili: Gracjana, Gracjanna
- Portoghese: Graciano[5]
  - Femminili: Graciana[6]
- Rumeno: Grațian
- Sloveno: Gracijan
- Spagnolo: Graciano[5][7], Gracián[7]
  - Femminili: Graciana[6]
- Ungherese: Gracián

## Origine e diffusione
Deriva dal nome latino Gratianus, un patronimico del nome Gratus (o Gratius, o Gratia), avente quindi il significato di "relativo a Grato", "della famiglia di Grato". Alcune fonti lo ricollegano direttamente al termine gratus, con il significato di "grazia".
È illustrato da diversi personaggi storici, fra cui l'imperatore d'Oriente Graziano; si affermò fra i primi cristiani che lo interpretavano con riferimento alla grazia divina, venendo quindi portato da diversi santi, fra cui il primo vescovo di Tours, e l'autore del Decretum Gratiani; in Italia gode di buona diffusione in tutte le regioni, specialmente in Veneto, Toscana ed Emilia-Romagna.

## Onomastico
L'onomastico si può festeggiare in memoria di più santi, nelle date seguenti:
- 1º giugno o 13 marzo, san Graziano, martire con Felino, Carpoforo e Fedele a Perugia, venerato ad Arona[4][9][10]
- 23 ottobre, san Graziano, martire ad Amiens[9]
- 23 ottobre, san Graziano, vescovo di Tolone[9]
- 9 novembre, beato Graziano da Cattaro, religioso agostiniano[9]
- 18 dicembre, san Graziano o Gaziano, vescovo di Tours[7][9][11]

## Persone
- Graziano, imperatore romano

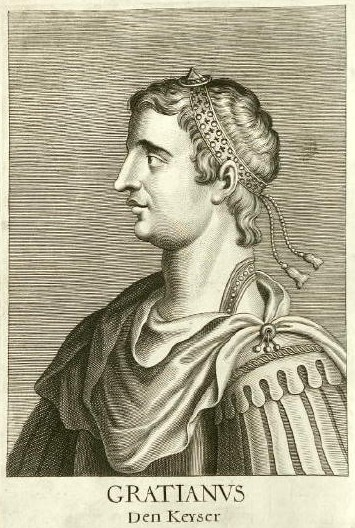
Graziano

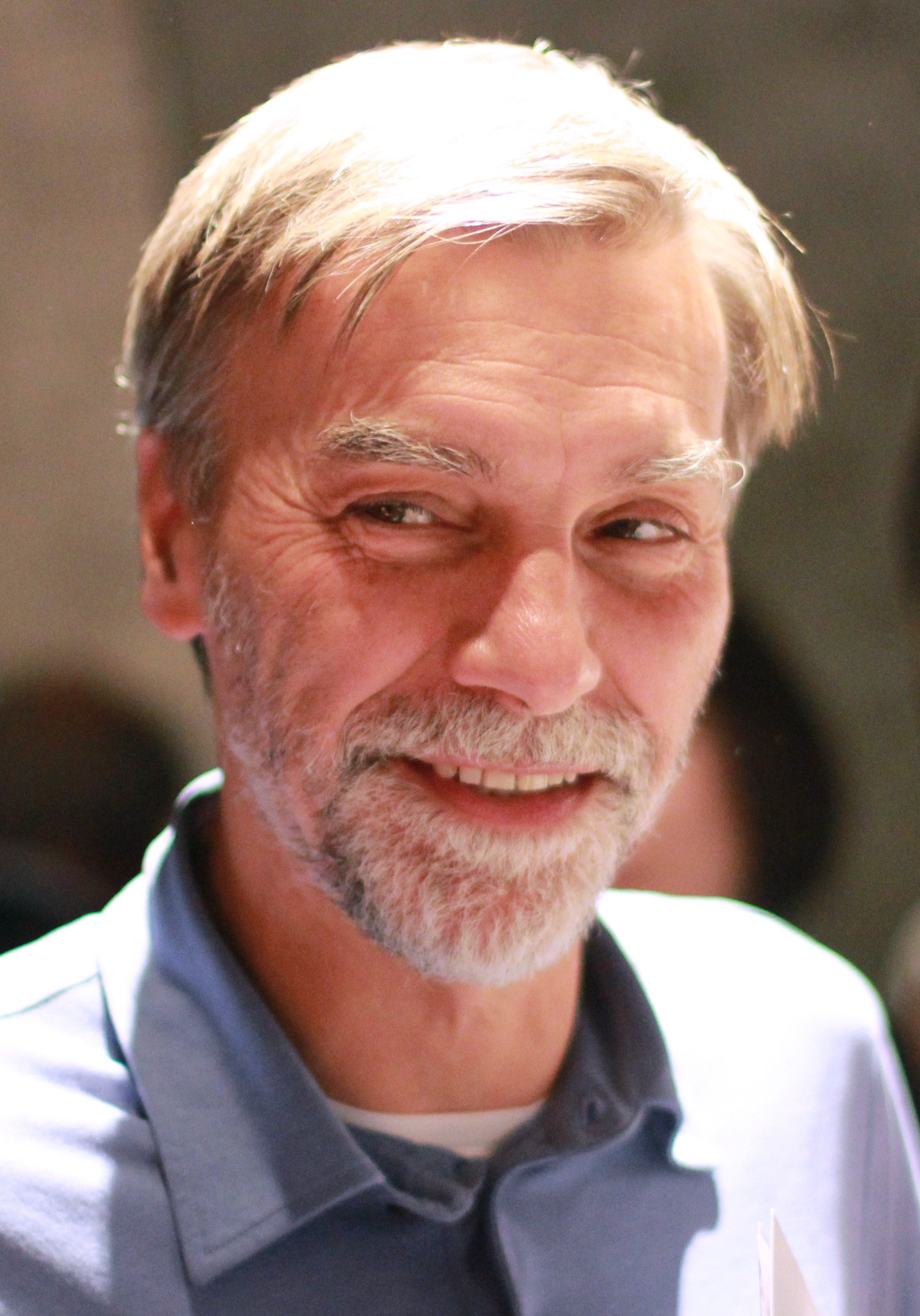
Graziano Delrio

- Graziano, monaco e giurista italiano
- Graziano il Vecchio, padre degli imperatori romani Valentiniano I e Valente
- Graziano Battistini, calciatore e procuratore sportivo italiano
- Graziano Battistini, ciclista su strada italiano
- Graziano Bini, calciatore, dirigente sportivo e allenatore di calcio italiano
- Graziano Cesari, arbitro di calcio italiano
- Graziano Delrio, politico italiano
- Graziano Giusti, attore e doppiatore italiano
- Graziano Landoni, calciatore e allenatore di calcio italiano
- Graziano Mancinelli, cavaliere italiano
- Graziano Mannari, calciatore italiano
- Graziano Origa, artista, giornalista, illustratore e fumettista italiano
- Graziano Pellè, calciatore italiano
- Graziano Romani, cantautore italiano
- Graziano Rossi, pilota motociclistico italiano
- Graziano Salvadori, comico e cabarettista italiano
- Graziano Verzotto, politico italiano

### Varianti maschili
- Graciano Municeps, leggendario sovrano britannico
- Graciano Rocchigiani, pugile tedesco
- Grațian Sepi, calciatore rumeno

### Varianti femminili
- Graziana Borciani, attrice, cantante e docente italiana
- Graziane de Jesus Coelho, cestista brasiliana
- Graziana Pentich, pittrice, scrittrice e poetessa italiana
- Graziana Saccocci, canottiera italiana